# Крива-Бара (Биелина)
Крива-Бара (серб. Крива Бара / Kriva Bara) — село в общине Биелина Республики Сербской Боснии и Герцеговины. Население составляет 366 человек по переписи 2013 года.